# Loretta Bradley
Loretta Bradley (1943) è una psicologa statunitense.

## Biografia
Bradley è professore e coordinatrice dei consulenti educativi alla Texas Tech University. In precedenza è stata professore associato presso il Peabody College della Vanderbilt University e vice-decano della Temple University. Ha ottenuto il dottorato alla Purdue University. Bradley è l'ex presidente dell'American Counseling Association (ACA) e dell'Associazione dei terapeuti e sovrintendenti scolastici. Nel 2003 è stata nominata educatrice dell'anno per il Texas.
Bradley è autrice o coautrice di sei libri e di più di 150 interventi in riviste e conferenze. Nel 2004 ha vinto il concorso della British Association per il sostegno psicologico e la psicoterapia. È il primo statunitense a ricevere questo premio. Inoltre la Bradley ha ricevuto il premio nazionale per la ricerca dell'American Counseling Association e il suo libro Counselor Supervision (cit.) è stato pubblicato a cura dell'Associazione dei consulenti e sovrintendenti scolastici.
Nel 2004 e nel 2005 la Bradley è stata invitata come docente a Shanghai. Nel 2003 è stata selezionata come uno dei 25 terapeuti che più hanno contribuito allo sviluppo della professione dal 1952 al 2001. Nel 1999 è stata invitata a prendere parte al Rosalyn Carter Mental Health Symposium e alla conferenza sulla salute mentale organizzata dalla Casa Bianca, presieduta da Tipper Gore.

## Pubblicazioni
- (EN)  James R. Cheek, Loretta Bradley, Gerald Parr e William Lan, "Using music therapy techniques to treat teacher burnout", in Journal of Mental Health Counseling, vol. 25, n. 3 (luglio 2003), pp. 204-217.
- (EN)  Kaylene Brown e Loretta Bradley, "Reducing the stigma of mental illness", in Journal of Mental Health Counseling, vol. 24, n. 1 (gennaio 2002), pp. 81-87.
- (EN)  Loretta Bradley e Nicholas Ladany (a cura di), Counselor Supervision. Principles, Process and Practice, Philadelphia, Brunner-Routledge, 2000. ISBN 978-1-56032-873-5.
- (EN)  Loretta Bradley, Elaine Jarchow e Beth Robinson, All About Sex. The School Counselor's Guide to Handling Tough Adolescent Problems, Thousand Oaks, Corwin Press, 1999. ISBN 978-0-8039-6692-5.
- (EN)  Loretta Bradley, Counseling Midlife Career Changers, Garrett Park, Garrett Park Press, 1990. ISBN 978-0-912048-70-3.
- (EN)  Loretta Bradley, Career education and biological sciences, Boston, Houghton Mifflin, 1975. ISBN 978-0-395-20047-6.